# Silvestrodasiops noctuinus
Silvestrodasiops noctuinus är en tvåvingeart som först beskrevs av Morge 1959.  Silvestrodasiops noctuinus ingår i släktet Silvestrodasiops och familjen stjärtflugor. Inga underarter finns listade i Catalogue of Life.